# Hellas Montes
Gli Hellas Montes sono una struttura geologica della superficie di Marte.